# آرامگاه میر محمد اهرم
بقعه میر محمد اهرم مربوط به دوره قاجار است و در شهرستان تنگستان، بخش مرکزی، دهستان بانک، روستای میرمحمد واقع شده و این اثر در تاریخ ۲۶ اسفند ۱۳۸۶ با شمارهٔ ثبت ۲۲۱۷۳ به‌عنوان یکی از آثار ملی ایران به ثبت رسیده است.